# كريس فووت
كريس فووت (بالإنجليزية: Chris Foote)‏ هو لاعب كرة قدم أمريكية أمريكي، ولد في 2 ديسمبر 1956 في لويفيل في الولايات المتحدة.

## وصلات خارجية
- كريس فووت على موقع مرجع كرة القدم المحترفة.كوم (الإنجليزية)